# Peter Liechti
Peter Liechti (* 8. Januar 1951 in St. Gallen; † 4. April 2014 in Zürich) war ein Schweizer Filmregisseur, Drehbuchautor, Produzent und Kameramann.

## Biografie
Peter Liechti absolvierte das Gymnasium (Matura Typ B) und begann zunächst ein Medizinstudium. Er erwarb das
Diplom für das Höhere Lehramt im Zeichnen der Hochschule für Gestaltung und Kunst in Zürich (HGKZ) und studierte Kunstgeschichte an der Universität Zürich.
1981 bis 1982 lebte Peter Liechti auf Kreta und beschäftigte sich mit der Malerei und dem Schreiben, im Folgejahr entstanden erste Filmexperimente. 1985 gehörte er zu den Mitbegründern des Programmkinos KinoK in St. Gallen.
Ab 1986 war Peter Liechti freier Filmschaffender und betätigte sich als Drehbuchautor, Regisseur, Kameramann und Produzent. Seine Filmografie umfasste nur einen einzigen Spielfilm (Marthas Garten), die meisten seiner Werke waren Dokumentarfilme, Essay-, Musik- und Experimentalfilme. Verschiedene Filme entstanden in Zusammenarbeit mit bekannten Künstlern und Musikern wie Roman Signer, Norbert Möslang, Fredy Studer oder Nam June Paik. Von 1988 bis 1995 war Liechti Mitglied der Filmgruppe Achtziger Film in Zürich.
2014 starb Peter Liechti im Alter von 63 Jahren an seiner jahrelangen Krebserkrankung.

## Filmografie
- 1984: Sommerhügel
- 1985: Senkrecht/Waagrecht
- 1986: Ausflug ins Gebirg
- 1987: Théâtre de l’Espérance
- 1987: Tauwetter
- 1987: Drei Kunst-Editionen
- 1989: Kick That Habit
- 1990: Roman Signer, Zündschnur
- 1990: Grimsel – Ein Augenschein
- 1991: A Hole in the Hat
- 1996: Signers Koffer – Unterwegs mit Roman Signer
- 1997: Marthas Garten
- 1999: MSF Médécins sans Frontières – ein Versuch zum Elend in der Kultur
- 2003: Hans im Glück – Drei Versuche, das Rauchen loszuwerden
- 2004: Namibia Crossings
- 2006: Hardcore Chambermusic – Ein Club für 30 Tage
- 2009: Das Summen der Insekten – Bericht einer Mumie
- 2013: Vaters Garten – Die Liebe meiner Eltern

## Publikationen
- Lauftext – ab 1985. Vexer Verlag St. Gallen, 2010
- Klartext. Vexer Verlag St. Gallen, 2013 (Buch zum Film «Vaters Garten»)
- Dedications. 2016. ISBN 978-3-85881-500-2 (Buchpublikation mit DVD des hinterlassenen Rohschnittfragments)

## Auszeichnungen
- 1986: Kantonaler Kulturpreis St. Gallen
- 1990: Berner Filmpreis für Grimsel
- 1995: Action Light Award Locarno für Signers Koffer
- 1995: SSA Award (Bestes Drehbuch) für Signers Koffer
- 1996: Berner Filmpreis für Signers Koffer
- 1996: Zürcher Filmpreis für Signers Koffer
- 1998: Berner Filmpreis für Martha’s Garten
- 2003: Zürcher Filmpreis für Hans im Glück
- 2005: Nomination für den Schweizer Filmpreis (Bester Dokumentarfilm) für Namibia Crossings
- 2009: Europäischer Dokumentarfilmpreis Prix Arte für The Sound of Insects
- 2009: Zürcher Filmpreis für The Sound of Insects
- 2010: Kulturpreis der Stadt St. Gallen[3]
- 2010: Kunstpreis der Stadt Zürich[4]
- 2013: Zürcher Filmpreis für Vaters Garten
- 2014: Schweizer Filmpreis in der Kategorie Dokumentarfilm für Vaters Garten